# التفويض في المملكة المتحدة
تداول السلطات في المملكة المتحدة ، (بالإنجليزية: Devolution in the United Kingdom)‏، هو تشريع منح الصلاحيات من برلمان المملكة المتحدة إلى البرلمان الاسكتلندي، جمعية ويلز الوطنية، وجميعة أيرلندا الشمالية، وهيئة لندن التشريعية، والهيئات التنفيذية المرتبطة بها الحكومة الاسكتلندية ، حكومة ويلز، جمعيات أيرلندا الشمالية وفي إنجلترا، سلطة لندن الكبرى والسلطات المشتركة.
تداول السلطات يختلف عن الفيدرالية من حيث أن الصلاحيات المنقولة للسلطة دون الوطنية، تكمن في النهاية في الحكومة المركزية، وبالتالي تبقى الدولة، بحكم " النظام الأساسي"، دولة مركزية.
تشريع إنشاء البرلمان أو المجالس المنقولة، يمكن إلغاؤه، أو تعديله من قبل الحكومة المركزية، بنفس طريقة أي قانون.

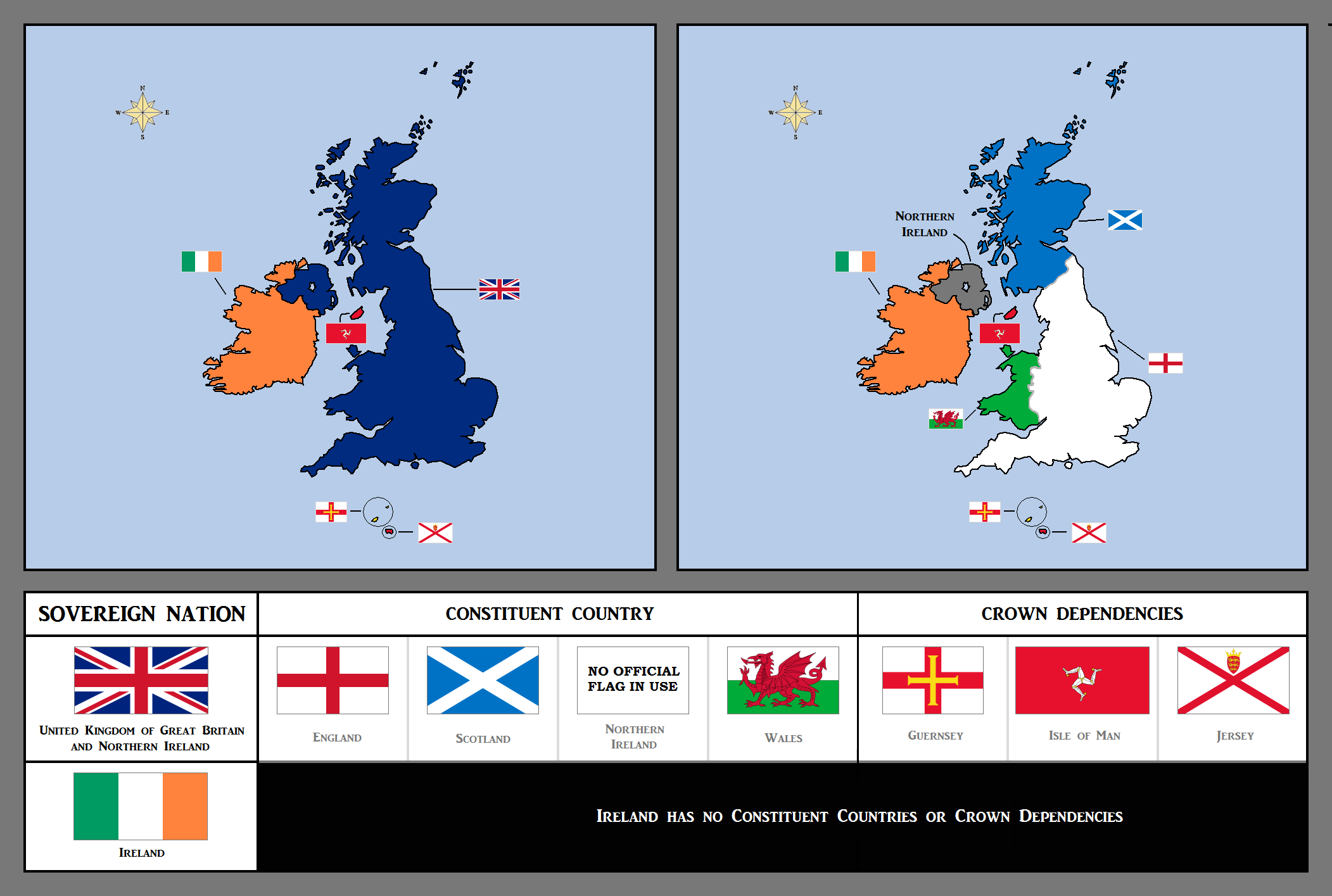
The United Kingdom, the Crown Dependencies and the Republic of Ireland

## الحكم الذاتي الأيرلندي
كان الحكم الذاتي الأيرلندي القضية السياسية المهيمنة على السياسة البريطانية في نهاية القرن التاسع عشر وبداية القرن العشرين.
في وقت سابق من القرن التاسع عشر، طالب سياسيون أيرلنديون مثل دانيال أوكونيل بإلغاء قانون الاتحاد لعام 1800 والعودة إلى مملكتين وبرلمانين منفصلين، متحدتين فقط في الاتحاد الشخصي لملك بريطانيا العظمى وأيرلندا. على النقيض من ذلك، دعت مطالب الحكم الذاتي إلى استقلالية أيرلندا ضمن المملكة المتحدة، مع وجود برلمان أيرلندي ثانوي يخضع لسلطة البرلمان في وستمنستر. طُرحت هذه القضية لأول مرة من قبل الحزب البرلماني الأيرلندي بقيادة إسحاق بوت، وويليام شو، وتشارلز ستيوارت بارنيل.
على مدار أربعة عقود، قُدمت أربعة مشاريع قوانين للحكم الذاتي الأيرلندي إلى البرلمان البريطاني:
- قُدّم أول مشروع قانون حكم ذاتي في عام 1886 من قبل رئيس الوزراء وليم إيوارت غلادستون. لكن، بعد معارضة شديدة في أولستر ورحيل النقابيين من حزب غلادستون الليبرالي، فشل مشروع القانون في مجلس العموم البريطاني.
- قُدّم مشروع قانون الحكم الذاتي الثاني في عام 1893 من قبل رئيس الوزراء غلادستون ونجح في مجلس العموم ولكنه رُفض في مجلس اللوردات.
- قُدّم مشروع قانون الحكم الذاتي الثالث في عام 1912 من قبل رئيس الوزراء هربرت أسكويث بناءً على اتفاق مع الحزب البرلماني الأيرلندي. بعد صراع برلماني مُطول نجح مشروع القانون وفق أحكام قانون البرلمان لعام 1911، والذي بموجبه رفض مجلس العموم حق النقض من قبل اللوردات. مرة أخرى، اعترض نقابيو أولستر على مشروع القانون بشدة وأنشأوا مجموعة متطوعي أولستر ووقعوا على ميثاق أولستر لمعارضة مشروع القانون، ما أدى إلى إثارة شبح الحرب الأهلية. حصل القانون على موافقة ملكية (مع قيود فيما يتعلق بأولستر) بعد وقت قصير من اندلاع الحرب العالمية الأولى ولكن تعلق التنفيذ إلى ما بعد انتهاء الحرب. فشلت محاولات التنفيذ في عامي 1916 و1917، وأسفرت حرب الاستقلال الأيرلندية اللاحقة (1922-1919) عن عدم دخول القانون حيز التنفيذ.
- قُدّم قانون الحكم الذاتي الرابع في عام 1920 من قبل رئيس الوزراء ديفيد لويد جورج ونجح في مجلسَي البرلمان. قسّم القانون أيرلندا إلى أيرلندا الشمالية (ست مقاطعات) وأيرلندا الجنوبية (ست وعشرون مقاطعة)، لكل منها برلمانها وقضاؤها الخاص، ولكن هناك بعض المؤسسات المشتركة بينهما. نُفّذ القانون في أيرلندا الشمالية، حيث كان بمثابة أساس للحكومة حتى تعليقه في عام 1972 بعد اندلاع المشاكل. انعقد البرلمان الجنوبي مرة واحدة فقط، وفي عام 1922، بموجب المعاهدة الإنجليزية الأيرلندية، أصبحت أيرلندا الجنوبية الدولة الحرة الأيرلندية، دولة دومينون ضمن الامبراطورية البريطانية، وأُعلنت صاحبة سيادة كاملة في عام 1937.

## أيرلندا الشمالية

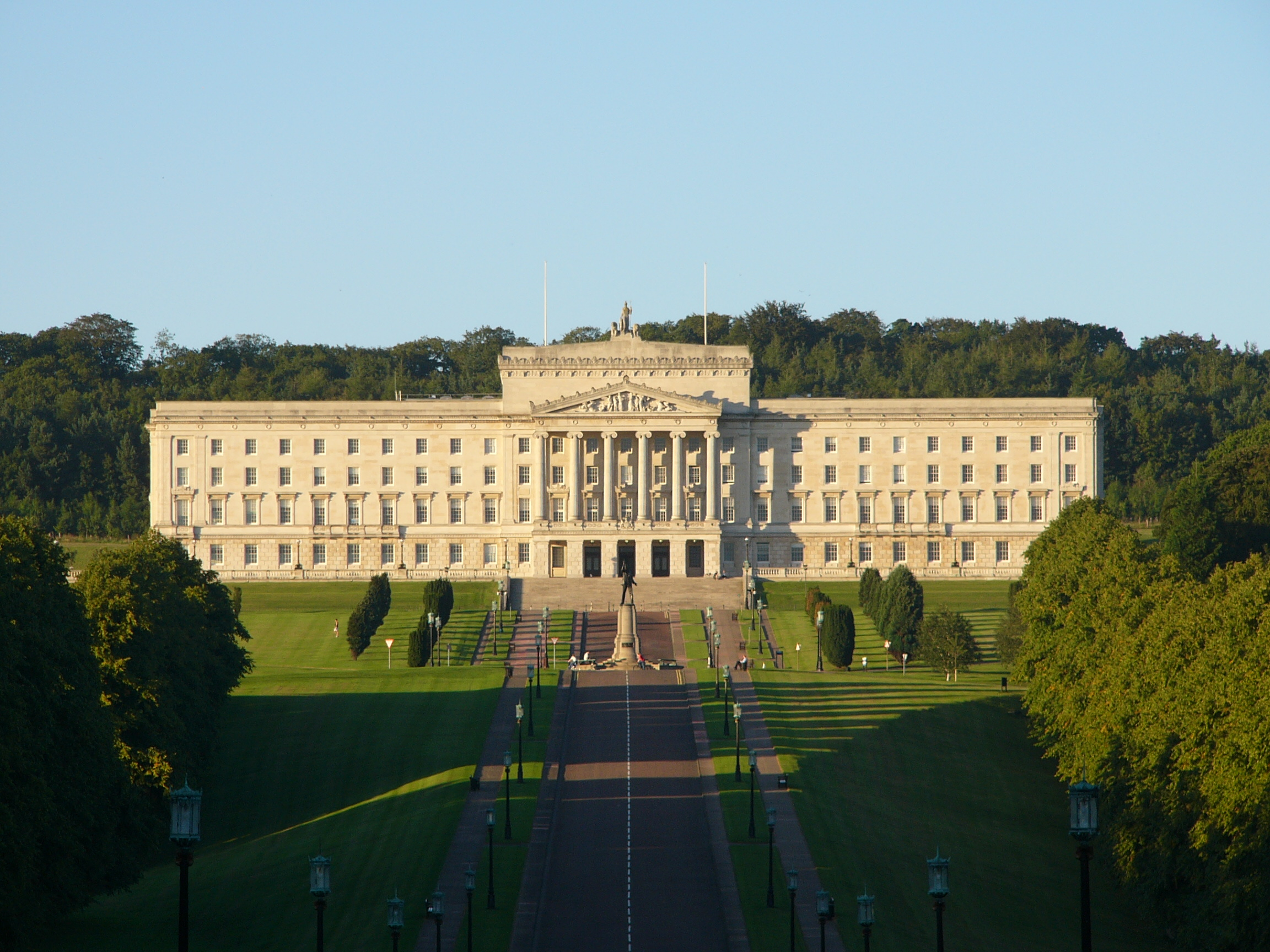
الحكم الذاتي في أيرلندا الشمالية

دخل الحكم الذاتي حيز التنفيذ في أيرلندا الشمالية في عام 1921 بموجب قانون الحكم الذاتي الرابع. أُجّل برلمان أيرلندا الشمالية المُنشأ بموجب ذلك القانون (انتهت الدورة) في 30 مارس 1972 بسبب زعزعة استقرار أيرلندا الشمالية عند بدء الاضطرابات في أواخر ستينيات القرن العشرين. جاء ذلك بعد تصاعد العنف من قبل الدولة والمنظمات شبه العسكرية بعد قمع مطالب الحقوق المدنية للكاثوليك في أيرلندا الشمالية.
أُلغي برلمان أيرلندا الشمالية بموجب قانون دستور أيرلندا الشمالية لعام 1973، الذي حصل على الموافقة الملكية في 19 يوليو 1973. انتُخبت جمعية أيرلندا الشمالية في 28 يونيو 1973، وبعد اتفاق سونينغديل، تشكلت سلطة تنفيذية تتقاسم السلطة في أيرلندا الشمالية في 1 يناير 1974. انهار هذا في 28 مايو 1974، بسبب إضراب مجلس عمال أولستر. واستمرت المشاكل.
فشل كل من المجمع الدستوري لأيرلندا الشمالية (1976-1975) وجمعية أيرلندا الشمالية الثانية (1986-1982) في استعادة التفويض. في غياب تفويض السلطة وتقاسم السلطة، وافقت حكومة المملكة المتحدة والحكومة الأيرلندية رسميًا على التعاون في مجالات الأمن والعدالة والتقدم السياسي في الاتفاقية الإنجليزية الأيرلندية، المُوقعة في 15 نوفمبر 1985. وقد أُحرز المزيد من التقدم بعد وقف إطلاق النار من قبل الجيش الجمهوري الايرلندي المؤقت في عامي 1994 و1997.
نتج عن اتفاق بلفاست لعام 1998 (المعروف أيضًا باسم اتفاق الجمعة العظيمة) إنشاء جمعية أيرلندا الشمالية الجديدة، التي تهدف إلى الجمع بين المجتمعين (القومي والنقابي) لحكم أيرلندا الشمالية. بالإضافة إلى ذلك، كان تجديد تفويض السلطة في أيرلندا الشمالية مشروطًا بالتعاون بين السلطة التنفيذية المُنشأة حديثًا في أيرلندا الشمالية وحكومة أيرلندا من خلال هيئة جديدة بالكامل في أيرلندا هي المجلس الوزاري الشمالي/الجنوبي. كما أُنشئ مجلس بريطاني أيرلندي يغطي كامل الجزر البريطانية، ومؤتمر حكومي بريطاني أيرلندي (بين الحكومتين البريطانية والأيرلندية).
اعتبارًا من 15 أكتوبر 2002، عُلّقت جمعية أيرلندا الشمالية بسبب انهيار عملية السلام في أيرلندا الشمالية، ولكن في 13 أكتوبر 2006، أعلنت الحكومتان البريطانية والأيرلندية عن اتفاق سينت أندروز، وهي «خارطة طريق» لإعادة تفويض السلطات في أيرلندا الشمالية. في 26 مارس 2007، التقى زعيم الحزب الاتحادي الديمقراطي «إيان بيزلي» بزعيم حزب شين فين «غيري آدامز» للمرة الأولى، وأعلنا معًا أن الحكومة المفوضة ستعود إلى أيرلندا الشمالية. عادت السلطة التنفيذية في 8 مايو 2007. نُقل العديد من سلطات حفظ النظام والعدل إلى الجمعية في 12 أبريل 2010.
حُلّت جمعية 2011-2007 (الثالثة منذ اتفاقية 1998) في 24 مارس 2011 استعدادًا للانتخابات المقرر إجراؤها في يوم الخميس 5 مايو 2011، وهي أول جمعية منذ اتفاق الجمعة العظيمة تُكمل فترة كاملة. انعقدت الجمعية الخامسة في مايو 2016. حُلت هذه الجمعية في 26 يناير 2017، وأُجريت انتخابات لجمعية مُخفضة في 2 مارس 2017.